# Matteo Garrone
Matteo Garrone, född 15 oktober 1968 i Rom, är en italiensk filmskapare. Han slog igenom i Italien i början av 2000-talet med filmer som blandar naturalism och lyriskt bildspråk. År 2008 fick han en stor internationell framgång med Gomorra, en skildring av den neapolitanska Camorran. Han har vunnit Grand Prix vid filmfestivalen i Cannes två gånger, för Gomorra och för Reality från 2012.

## Liv och gärning
Matteo Garrone regidebuterade 1996 med ett avsnitt i en filmantologi. L'imbalsamatore från 2002 blev ett genombrott i hemlandet och gav Garrone David di Donatello för bästa manus. I filmen etablerade Garrone sin stil som blandar naturalism med inslag av lyriskt bildspråk. År 2008 kom Gomorra, efter Roberto Savianos bok med samma namn om den neapolitanska Camorran, som blev en internationell publiksuccé och fick Grand Prix vid filmfestivalen i Cannes och David di Donatello för bästa film, regi och manus. Den följdes av Reality från 2012, om en italienare som ställer upp i en dokusåpa, som också fick Grand Prix i Cannes. År 2015 kommer Garrones första engelskspråkiga film, Il racconto dei racconti, som bygger löst på Giambattista Basiles sagosamling från 1600-talet. Sedan karriärens början driver Garrone produktionsbolaget Archimede film som har producerat både hans egna och andras filmer.

## Filmlista
Regi
- "Silhouette" i Terra di mezzo (1996)
- Bienvenido espirito santo (1997) – kortfilm
- Un caso di forza maggiore (1997) – kortfilm
- Oreste Pipolo, fotografo di matrimoni (1998) – dokumentär
- Ospiti (1998)
- Estate romana (2000)
- L'imbalsamatore (2002)
- Primo amore (2003)
- Gomorra (2008)
- Reality (2012)
- Il racconto dei racconti (2015)
- Dogman (2018)
- Kaptenen (2023)

Produktion i andras regi
- Augustilunch i Rom (2008), regi Gianni Di Gregorio
- Briganti senza leggenda (2013), regi Gianluigi Toccafondo – kortfilm